# Ушахиди
Ушахиди — платформа, являющаяся бесплатным программным обеспечением с открытым кодом, которая используется для сбора больших объёмов информации, визуализации данных и создания интерактивных карт.

## Миссия
Ушахиди с суахили переводится, как «свидетельство». Это программное обеспечение позволяет отдельным лицам и группам сотрудничать в создании обновляемых мультимедийных карт для всех видов проектов, например, для мониторинга окружающей среды, для системы здравоохранения, для контроля соблюдения прав человека, наблюдения за выборами, за ненасильственными протестами, бедствиями и для их отображениях на карте.
В основе софта лежит идея краудсорсинга. Ушахиди работает с разными типами информации из различных источников: интернет, SMS, MMS, голосовые сообщения, блоги, Twitter, фото, видео и другие данные из сети, тем самым создавая временный и геопространственный архив событий. В первую очередь выбор медиа связан с культурными и экономическими особенностями локации каждого проекта. Основной упор делается на SMS сообщения, поскольку именно они изначально служили главным источником информации в стране, где малая площадь покрытия сети Интернет компенсируется феноменальной популярностью мобильных технологий.
Помимо отчетов, в которых пользователи указывают статистические данные, приводят различные факты, характеризующие то или иное событие, сервис собирает фото- и видеоматериал, который прикрепляется к соответствующей точке на карте. Для работы с картами можно использовать Карты Google, Yahoo map, OpenStreetMap. «Ушахиди» поддерживает различные опции, которые могут быть полезны для мониторинга ситуации. К ним, например, относится навигация по времени, благодаря которой можно анализировать только те события, которые произошли в указанный период.

## История
Первая платформа «Ушахиди» была создана в январе 2008 году в связи с Кенийским кризисом. После президентских выборов были собраны свидетельства о насилии и размещены на картах Google. Впоследствии платформа приобрела популярность среди сотен организаций по всему миру, которые использовали её для создания различных краудсорсинговых проектов. Она была незаменимой во время землетрясений в Гаити и Чили в 2010, наводнений в Австралии и США, при наблюдении за выборами в Индии, Мексике, Афганистане и Ливане.